# Pogromdenkmal

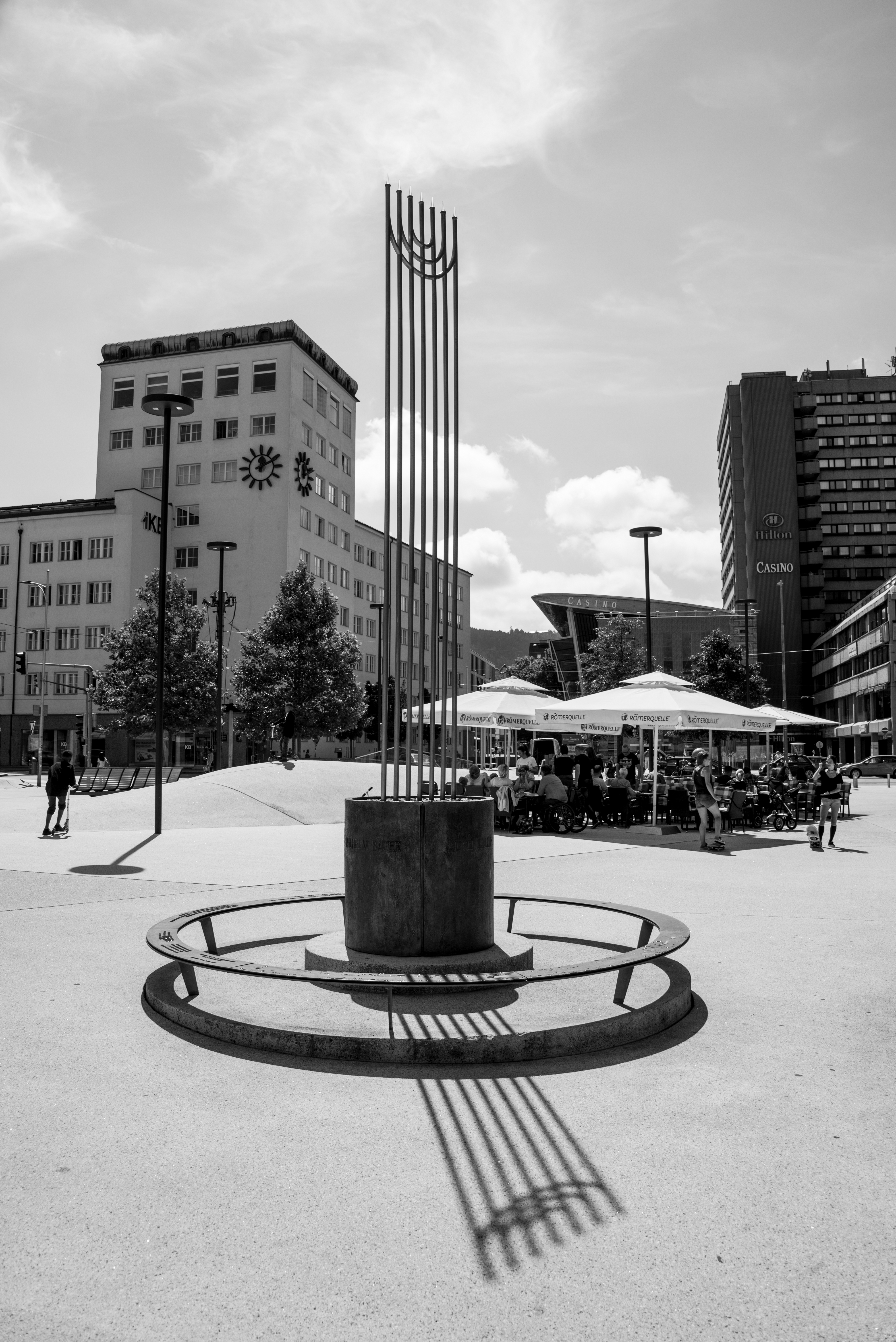
Das Pogromdenkmal (2017)

Das Pogromdenkmal steht im Zentrum von Innsbruck, am Eduard-Wallnöfer-Platz, und erinnert an die Novemberpogrome 1938, in deren Verlauf die Innsbrucker Bürger Josef Adler, Wilhelm Bauer, Richard Berger und Richard Graubart ermordet wurden. Das Denkmal wurde 1997 errichtet.

## Novemberpogrom in Innsbruck
Nach dem Attentat auf den deutschen Gesandtschaftsrat Ernst vom Rath in Paris, verübt von Herschel Grynszpan, besprachen sich Hitler und Reichspropagandaminister Joseph Goebbels am 9. November 1938 bei einem Kameradschaftsabend im Alten Rathaussaal von München. Danach verließ Hitler den Saal und Goebbels hielt eine Rede, in der er den Tod vom Raths publik machte. Die „gehässige, antisemitische Rede“ gipfelte „in dem Appell zur Rache und Vergeltung“. Die anwesenden Gauleiter und SA-Führer erteilten daraufhin im gesamten Dritten Reich Befehle, jüdische Geschäfte zu zerstören, Synagogen anzuzünden und Wertgegenstände zu beschlagnahmen. Das Eingreifen der Polizei wurde untersagt.
Der Tiroler Gauleiter Franz Hofer erteilte noch in derselben Nacht um ein Uhr früh den Auftrag, dass sich „die kochende Volksseele gegen die Juden“ erheben müsse. Zwei Stunden später begannen die Mordaktionen. Als Innsbrucker Opfer waren von den SS-Führern ausgewählt worden:
- Josef Adler, Bundesbahn-Oberbaurat, führender Exponent der zionistischen Bewegung und Mitglied des Kultusrates
- Wilhelm Bauer, Mitinhaber einer Manufakturwarenhandlung,
- Richard Berger, Mitgründer der Zionistischen Ortsgruppe Innsbruck und Vorsitzender der Kultusgemeinde
- Richard Graubart, Miteigentümer des Schuhhauses Graubart in der Museumstraße.

Der Einsatz von Schusswaffen war untersagt. Adler, der an einer Gehirnerkrankung litt, verletzte man durch Schläge auf den Kopf so schwer, dass er zwei Monate später an den Folgen starb. Auch seine Frau erlitt eine Gehirnerschütterung. Berger erschlug man am Innufer mit einem Stein und warf ihn dann in den Fluss. Bauer wurde mit Pistolenhieben und Messerstichen von den Nationalsozialisten umgebracht, danach rissen sie die Telefonkabel aus der Wand und versperrten die Eingangstür von außen, damit die Frau keine Hilfe holen konnte. Graubart ermordete man durch einen Dolchstoß von hinten.
19 weitere Juden wurden verletzt, jüdische Wohnungen und Geschäfte geplündert und zerstört. Auch die Innsbrucker Synagoge in der Sillgasse wurde verwüstet.

## Entstehung des Denkmals
Während des Landtags der Jugend schlugen am 17. November 1995 Jugendliche vor, ein Denkmal für die Opfer der Pogromnacht im November 1938 im Zentrum von Innsbruck zu errichten. Bürgermeister Herwig van Staa nahm den Antrag der Projektgruppe (Herwig Ostermann, Walter Fuchs, Daniel Knabl, Mirjam Dauber und Sibylle Hammer) im folgenden Monat an und Landesrätin Elisabeth Zanon schrieb daraufhin das Projekt … um nicht zu vergessen aus. Schüler und Schülerinnen der höheren Schulen Tirols lud man zur Beteiligung ein und im Sommer 1996 bewertete eine Fachjury die 48 Wettbewerbsbeiträge. Die Jury entschied sich für einen Entwurf des Schülers Mario Jörg von der Höheren Technischen Lehranstalt für Maschinenbau in Fulpmes, an der man das Denkmal auch fertigte.

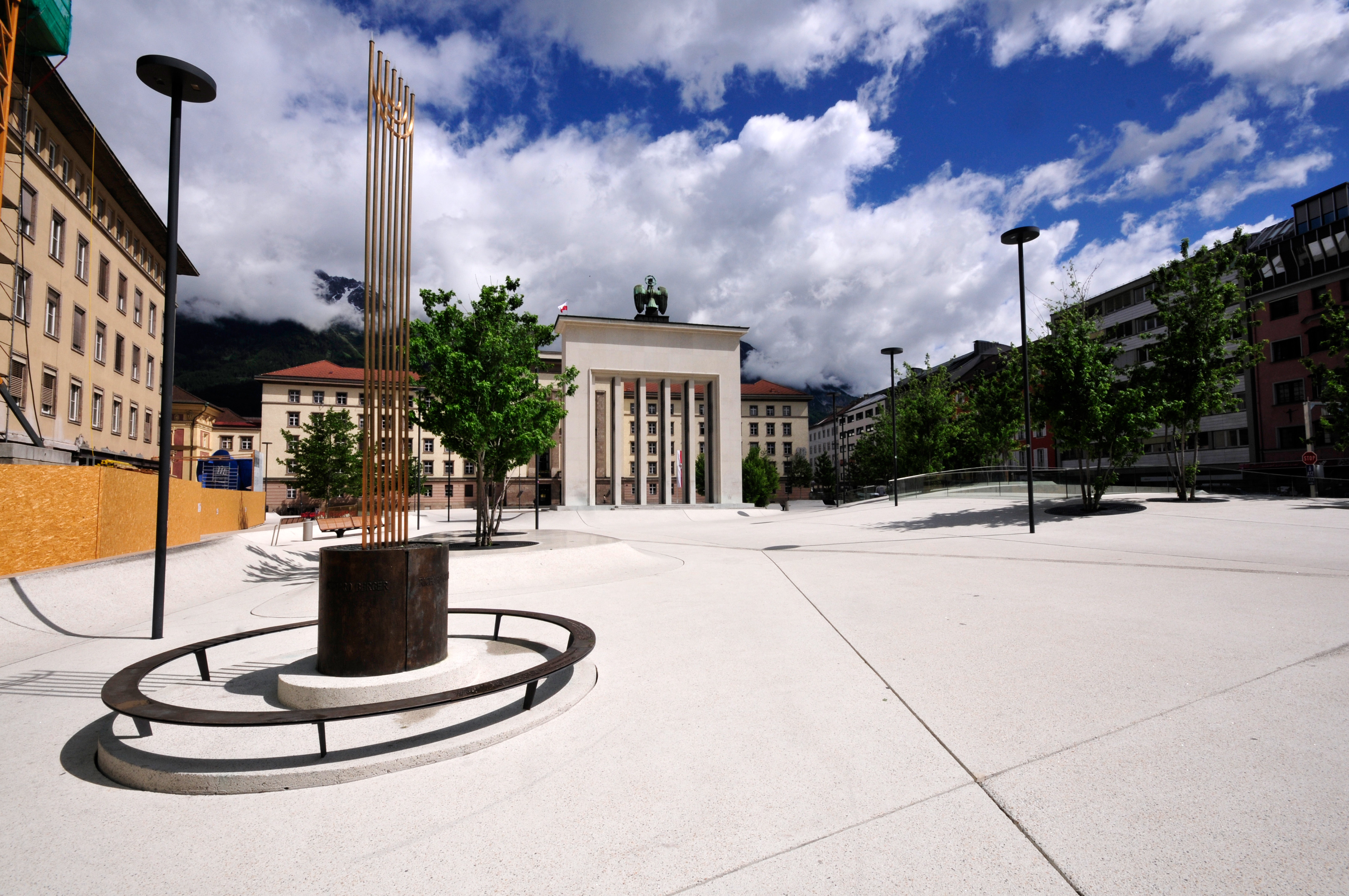
Der Eduard-Wallnöfer-Platz mit dem Pogromdenkmal (links) und dem Befreiungsdenkmal, dahinter das Neue Landhaus

Als Standort wurde der Eduard-Wallnöfer-Platz (vormals Landhausplatz) bestimmt, an dem auch das Neue Landhaus, das 1948 errichtete Befreiungsdenkmal und der neue Vereinigungsbrunnen stehen.
Der Entwurf von Mario Jörg besteht aus einem massiven Kupfersockel, auf dem die Namen der Opfer zu lesen sind, und einer sieben Meter hohen Menora. Der Einsatz von Glasscherben für die Namenszüge soll nach Mario Jörg „die zerbrochenen Herzen der ermordeten Juden und ihrer Angehörigen symbolisieren“.

## Begleittexte
Auf der metallenen Umrundung des Denkmals sind folgende Worte eingraviert:

„… um nicht zu verschweigen, dass in der Nacht vom 9. zum 10. November 1938, Reichskristallnacht-Novemberpogrom, jüdische Mitbürger in Innsbruck ermordet wurden und ihnen viele Kinder, Frauen und Männer in den Tod folgen mussten
… um nicht zu vergessen, dass Vorurteile, Hass und Unbesonnenheit zu einer grausamen Spirale der Gewalt führen können
… wurde dieses Mahnmal 1997 errichtet.“

## Enthüllung
Seit dem 8. Juni 1997 ist das Pogromdenkmal öffentlich. Oberrabbiner Paul Chaim Eisenberg sprach Gebete auf Hebräisch und Deutsch. Diözesanbischof Reinhold Stecher verglich das Mahnmal „mit einer Sonnenuhr, die ihre Schattenstriche auf das Gewissen der Menschen wirft“. Der israelische Botschafter, Yoel Sher, sprach über „die heilige Pflicht der Erinnerung gegenüber den Opfern des Holocausts“. Oscar Klein, ein Jazz-Musiker aus einer jüdischen Innsbrucker Familie, umrahmte die Feierstunde musikalisch. Das Land Tirol hatte jüdische Vertriebene, Holocaust-Überlebende und deren Angehörige eingeladen. Anwesend waren auch Paul Grosz und Esther Fritsch, die Präsidenten der Israelitischen Kultusgemeinde Österreichs bzw. von Tirol-Vorarlberg.
Im Rahmen der Neugestaltung des Landhausplatzes wurde das Mahnmal im Jänner 2011 etwas versetzt und neu aufgestellt. Seit März 2012 gibt es eine Website zum Eduard-Wallnöfer-Platz, auf der beide Denkmäler auf diesem Platz ausführlich beschrieben sind.

## Resonanz
In Innsbruck gab es keine wesentlichen Kontroversen um die Errichtung des Denkmals.
Die Tageszeitung Der Standard führte dies darauf zurück, dass die Initiative von Jugendlichen ausgegangen war. Auch wurde die schlichte Symbolik des Denkmals von der Öffentlichkeit gut aufgenommen.
Die Kronen Zeitung fürchtete eine „Inflation an Mahnmalen“ auf dem Eduard-Wallnöfer-Platz und fragte „wo ist der Anlass, wo die Notwendigkeit, was sind die wahren Gründe“ für das Denkmal. Gegenstand der Kritik waren zudem die Errichtungskosten für das „6-Tonnen-Monstrum“.
Die Israelitische Kultusgemeinde war erst im Nachhinein in die Planung einbezogen worden. Von Zeitgeschichtlern der Universität Innsbruck wurde die Beschränkung auf die vier Opfer des Novemberpogroms kritisiert, da damals bereits über 160 jüdische NS-Opfer aus Tirol während der gesamten Dauer der NS-Herrschaft ermittelt waren. Ebenfalls kritisiert wurde, dass Tiroler Politiker die Finanzierung einer wissenschaftlichen Begleitbroschüre für Schüler und Schülerinnen abgelehnt hatten.